# Oulad Mimoun
Oulad Mimoun (en àrab أولاد ميمون, Ūlād Mīmūn; en amazic ⵡⵍⴰⴷ ⵎⵉⵎⵓⵏ) és una comuna rural de la província de Moulay Yaâcoub, a la regió de Fes-Meknès, al Marroc. Segons el cens de 2014 tenia una població total de 9.372 persones.